# Kampfhandschuh
Kampfhandschuhe sind Handschuhe aus verschiedenen Materialien, die durch ihre Gestaltung und ihren Aufbau dazu bestimmt sind, als Schlagwaffe benutzt zu werden.

## Kampfhandschuhtypen

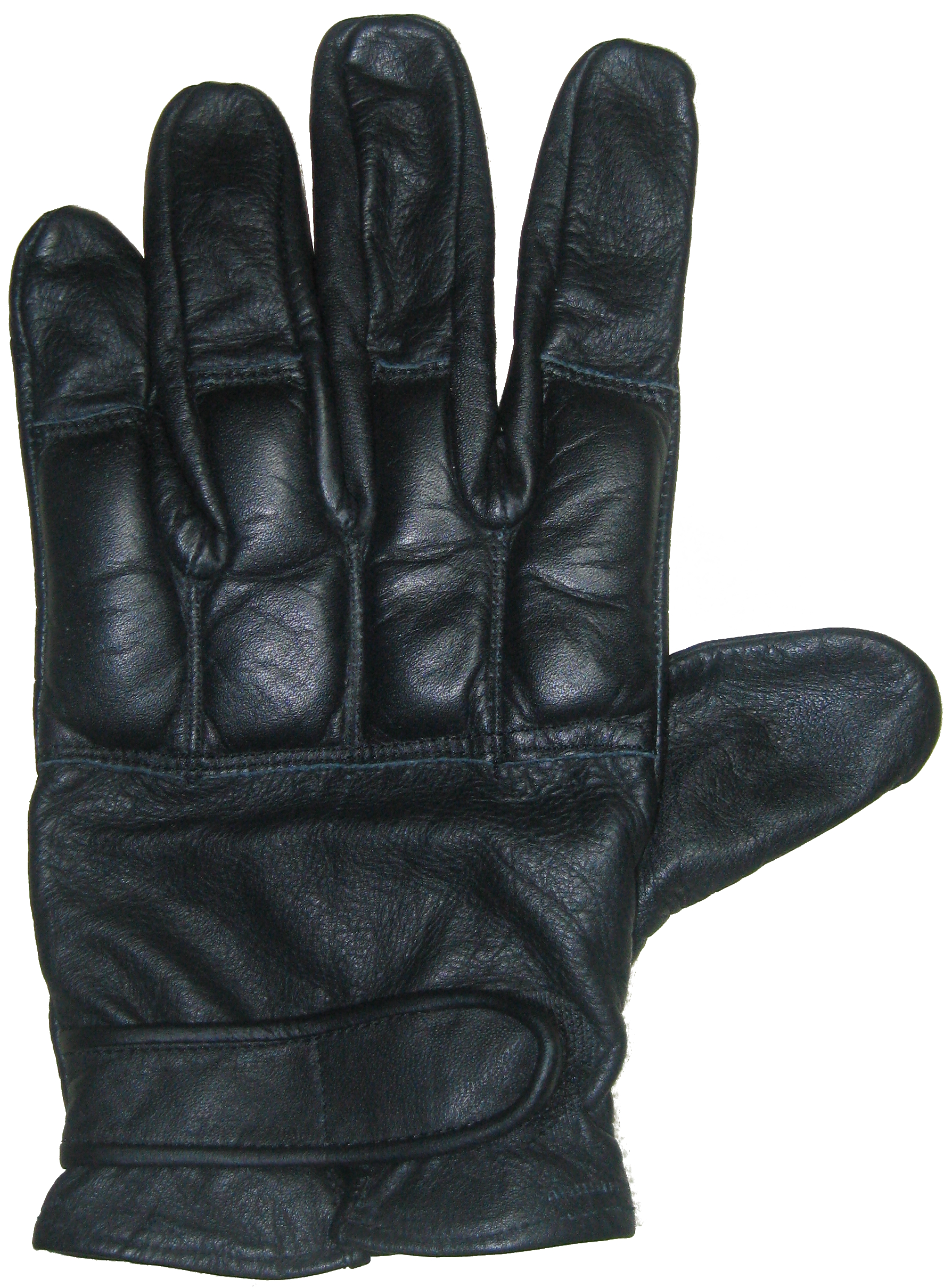
Quarzsandhandschuh

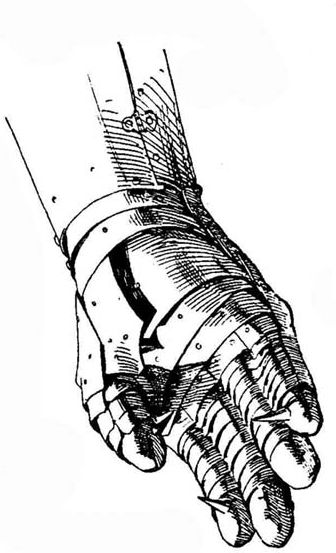
Eisenhandschuh

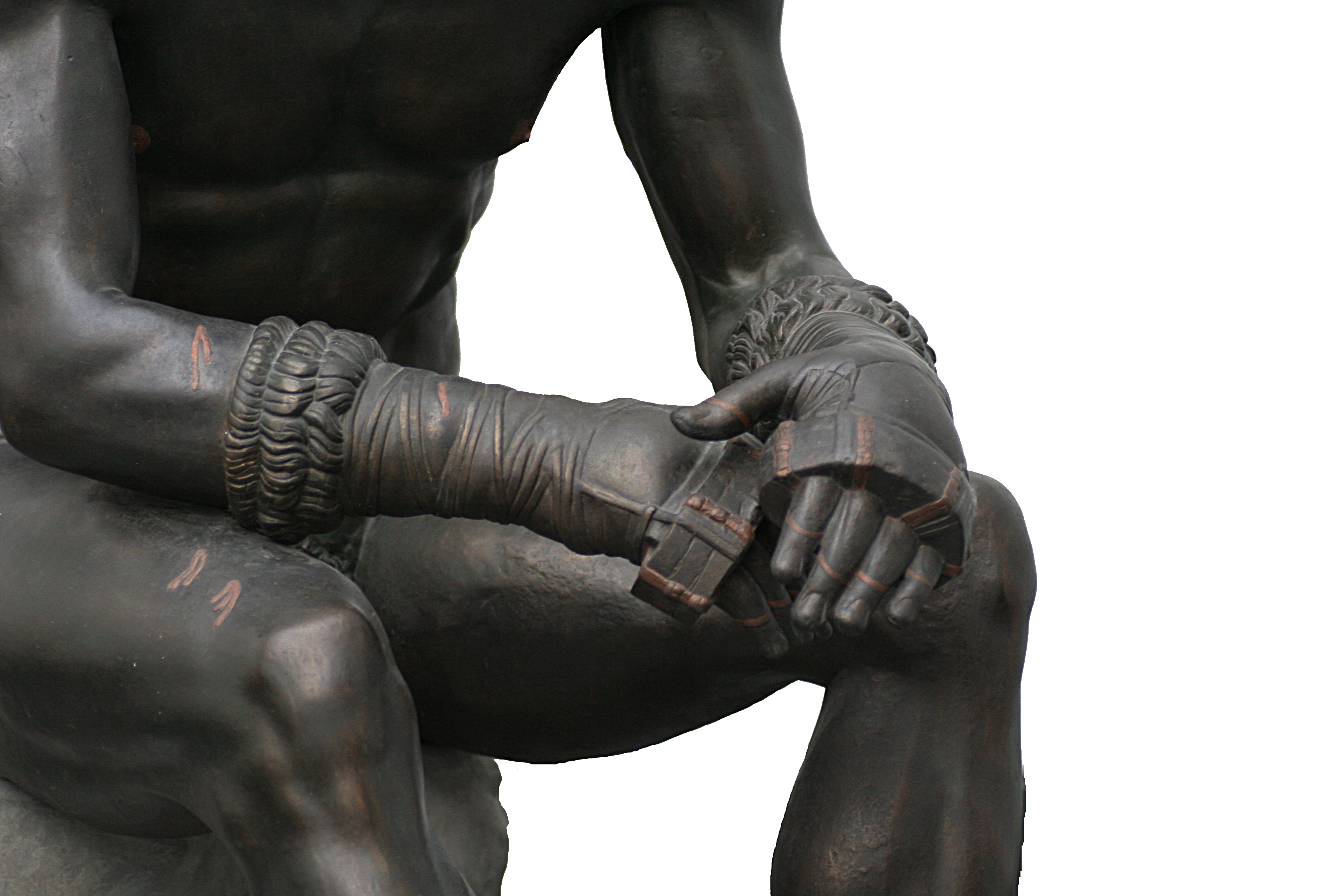
Griechischer Cestus

Heute werden üblicherweise alle Handschuhe, die in den Armeen weltweit benutzt werden, als Kampfhandschuhe bezeichnet. Diese Benennung bezieht sich aber mehr darauf, dass sie im Kampfeinsatz getragen werden, als auf die Verwendung als Waffe. Abzugrenzen davon sind die Kampfhandschuhe, die als Schlagwaffe gelten und den eigentlichen Typ des Kampfhandschuhs ausmachen, sowie die Panzerhandschuhe, die als Schutzwaffe konzipiert sind. Folgende Kampfhandschuhtypen wurden vorwiegend als Waffe entworfen:

### Quarzsandhandschuh
Quarzsandhandschuhe, auch schlagkraftverstärkende Handschuhe, sind Handschuhe, die am Handrücken und im Bereich der Knöchel mit Hohlräumen ausgestattet sind, welche mit feinem Quarzsand oder Bleistaub gefüllt werden. Manche Versionen dieser Handschuhe sind mit einer zusätzlichen Lage aus Kevlar gearbeitet, die sie gegen ein Durchschneiden oder Durchstechen schützen.
Durch die Sandfüllung wirken diese Handschuhe ähnlich wie Schlagringe. Dadurch sind die mit ihnen ausgeführten Schläge deutlich stärker als Schläge mit der bloßen Faust. Weiterhin schützen die Handschuhe die Hände vor Schnitt- und Stichverletzungen beim Einsatz. Darüber hinaus schützen sie die Hände vor Verletzungen, die durch die eigenen Schläge verursacht werden können.

### Eisenhandschuh
Der Eisenhandschuh ist ein waffenbewehrter Panzerhandschuh. Er entstand etwa gegen Ende des 16. Jahrhunderts in italienischen Werkstätten. Bei diesen Metallhandschuhen war die Ober- sowie auch die Innenseite der Hand komplett gepanzert. Die Innenseite der Hand war mit geschifteten Stahlplatten gepanzert, die die volle Bewegungsfreiheit der Hand sicherstellten. An den Spitzen des Ring- und Zeigefingers sowie des Daumens sind scharfe, leicht gebogene Stacheln befestigt, die als Schlagwaffe benutzt werden konnten. Wenn im Kampf das Schwert verloren ging, oder es zu einem Nahkampf kam, wurde mit diesen Stacheln zum Gesicht oder auf leicht- oder unbedeckte Körperstellen geschlagen. Diese Handschuhart setzte sich nicht durch und verschwand nach kurzer Zeit wieder.

### Cestus
Der Cestus ist eine Art des Kampfhandschuhes, der für die Sportart Pankration entwickelt wurde. Er besteht aus Lederriemen (griechisch himantes), die um die Hände etwas unterhalb der Knöchel gewickelt wurden. Mit seiner komplizierten Anordnung von breiten und schmalen Lederbändern sieht er im kampfbereiten Zustand fast wie ein bis an den Ellenbogen reichender Handschuh aus. Später wurden auf die Knöchelbänder noch metallene Dornen aufgesetzt, um die Schlagwirkung zu erhöhen. Die Römer erweiterten die Schlagwirkung des Cestus noch mehr und fügten Klingen hinzu. Diese römische Art des Cestus hieß „myrmax“ und wurde bei Gladiatorenkämpfen verwendet. Die Griechen entwickelten eine andere Art, die sie „sphairai“ nannten. Diese waren ebenfalls mit Klingen ausgestattet.